# Nicole Billa
Nicole Billa (Kufstein, 5 maart 1996) is een Oostenrijks voetbalspeelster. Ze speelt als aanvaller voor 1. FC Köln in de Bundesliga.

## Clubcarrière
Billa begon op vijfjarige leeftijd met voetballen bij SV Anderberg. Naast voetbal deed ze ook aan kickboksen. In de zomer van 2010 vertok ze naar FC Wacker Innsbruck. In november 2010 maakte ze op veertienjarige leeftijd haar debuut in een bekerwedstrijd. Vanaf maart 2011 was ze een vaste basisspeelster van Innsbruck. Voor het seizoen 2013/14  tekende ze een contract bij SKN St. Pölten. In 2014 werd ze landskampioen met deze club en ook won ze de ÖFB Pokal. Daarnaast debuteerde ze in de Champions League.
Billa vertrok voorafgaand aan het seizoen 2015/16 naar TSG 1899 Hoffenheim.  Op 19 januari 2021 tekende ze een nieuwe verbintenis in Sinsheim. In het seizoen 2020/21 werd ze topscoorster van de Bundesliga. Ook werd ze verkozen tot speelster van het seizoen. In het seizoen 2021/22 wist Billa driemaal tot scoren te komen in de groepsfase van de Champions League 2021/22. Op 27 maart 2022 kwam Billa in een competitiewedstrijd viermaal tot scoren tegen FC Carl Zeiss Jena. In mei 2022 verlengde ze haar contract met twee jaar tot 30 juni 2024.
In maart 2024 kondigde 1. FC Köln de komst van Billa aan. Ze tekende een contract tot 30 juni 2026 bij de club.

## Statistieken
| Seizoen | Club                | Land      | Competitie | Wedstrijden | Doelpunten |
| ------- | ------------------- | --------- | ---------- | ----------- | ---------- |
| 2015/16 | TSG 1899 Hoffenheim | Duitsland | Bundesliga | 19          | 6          |
| 2016/17 | TSG 1899 Hoffenheim | Duitsland | Bundesliga | 21          | 3          |
| 2017/18 | TSG 1899 Hoffenheim | Duitsland | Bundesliga | 15          | 3          |
| 2018/19 | TSG 1899 Hoffenheim | Duitsland | Bundesliga | 20          | 9          |
| 2019/20 | TSG 1899 Hoffenheim | Duitsland | Bundesliga | 22          | 18         |
| 2020/21 | TSG 1899 Hoffenheim | Duitsland | Bundesliga | 21          | 23         |
| 2021/22 | TSG 1899 Hoffenheim | Duitsland | Bundesliga | 21          | 12         |
| 2022/23 | TSG 1899 Hoffenheim | Duitsland | Bundesliga | 22          | 7          |
| 2023/24 | TSG 1899 Hoffenheim | Duitsland | Bundesliga | 19          | 4          |
| 2024/25 | 1. FC Köln          | Duitsland | Bundesliga | 15          | 1          |
| Totaal  | Totaal              | Totaal    | Totaal     | 195         | 86         |

Laatste update: 6 april 2025

## Interlandcarrière

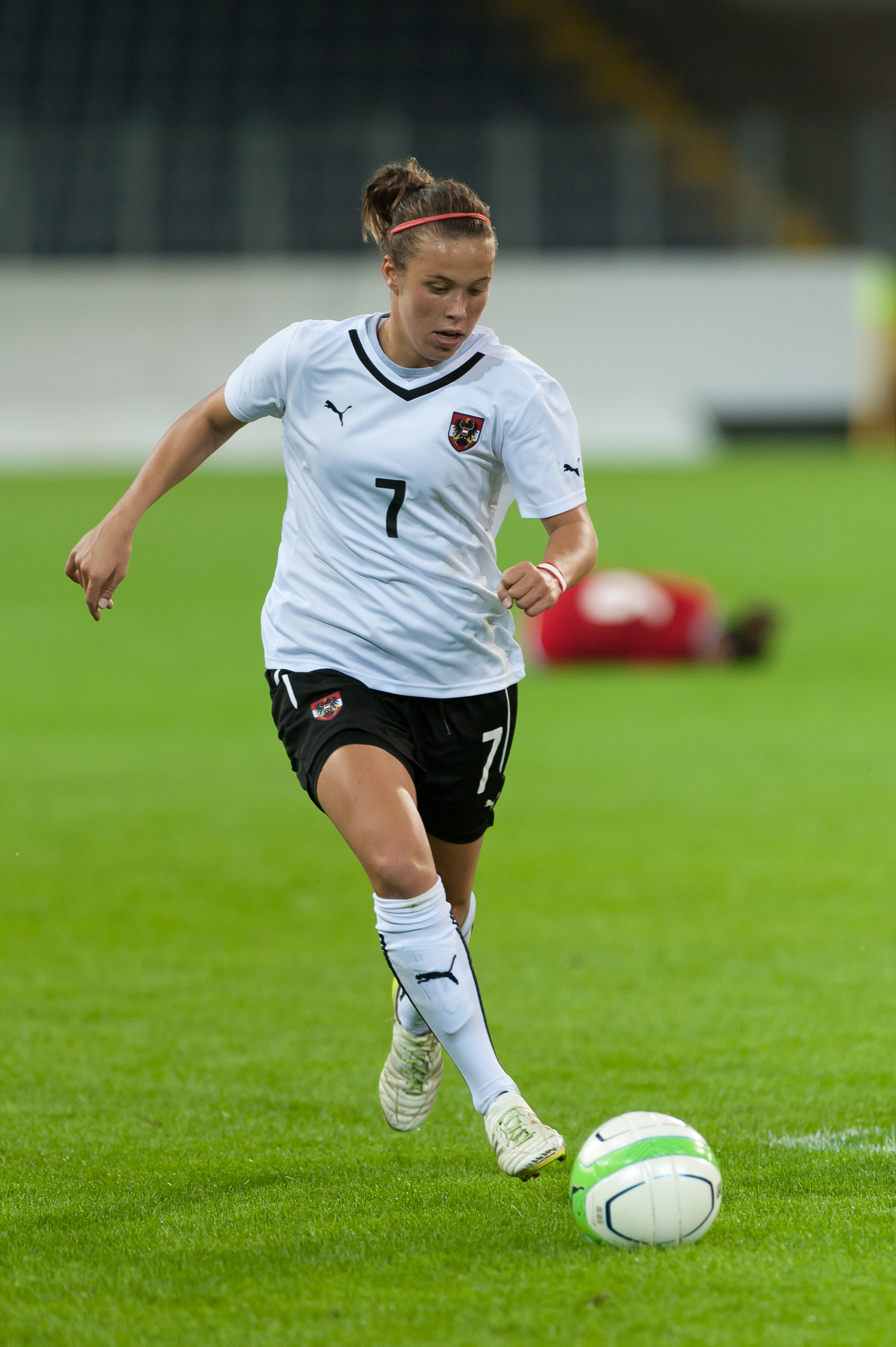
Billa tijdens een interland tegen Hongarije

Billa maakte op zeventienjarige leeftijd haar debuut voor het Oostenrijkse nationale team in een WK-kwalificatieduel tegen Hongarije. Op 19 juni 2014 wist ze haar eerste twee interlanddoelpunten te maken in een 3-0 overwinning op Kazachstan. Billa was onderdeel van de Oostenrijkse ploeg die de halve finale op het EK 2017 wist te behalen.
Billa speelde op 9 april 2024 haar honderdste interland in een 3-1 uitoverwinning op Polen. Ze was daarmee de achtste vrouwelijke voetballer die honderd interlands of meer speelde voor Oostenrijk.